# Stanisława Biskupska
Stanisława Biskupska (ur. 26 lutego 1923 w Łodzi) – polska rzemieślnik i nauczycielka, posłanka na Sejm PRL III kadencji (1961–1965).

## Życiorys
Ukończyła Państwową Szkołę Przemysłową w Łodzi, później praktykowała w Fabryce Rękawiczek w Świdnicy. Zajmowała się introligatorstwem artystycznym oraz galanterią skórzaną. Po praktyce na Dolnym Śląsku wróciła do Łodzi na stanowisko nauczycielki w macierzystej szkole. W 1949 ukończyła studium pedagogiczne. W 1963 uzyskała stopień mistrza-nauczyciela w szkolnictwie zawodowym, a rok później mistrza kaletnictwa. Była jedną z założycielek spółdzielni „Ad Astra” w Łodzi, przewodniczyła jej zarządowi.
Od 1954 zasiadała w Dzielnicowej Radzie Narodowej Łódź Widzew (w 1965 została wiceprzewodniczącą Rady). Była wieloletnią działaczką Frontu Jedności Narodu oraz ławnikiem miejskim.
W 1961 z ramienia Stronnictwa Demokratycznego (do którego przystąpiła w 1948) uzyskała mandat posłanki na Sejm PRL z okręgu Łódź Bałuty. Zasiadała w Komisji Oświaty i Nauki, była również sekretarzem Sejmu.
Odznaczona m.in. Srebrnym Krzyżem Zasługi, Krzyżem Kawalerskim Orderu Odrodzenia Polski oraz Odznaką Honorową Miasta Łodzi.